# Villahermosa del Campo
Villahermosa del Campo és un municipi d'Aragó situat a la província de Terol i enquadrat a la comarca de Jiloca.